# Đội tuyển bóng đá bãi biển quốc gia Andorra
Đội tuyển bóng đá bãi biển quốc gia Andorra đại diện Andorra ở các giải thi đấu bóng đá bãi biển quốc tế và được điều hành bởi Federació Andorrana de Futbol (Liên đoàn bóng đá Andorra), cơ quan quản lý bóng đá ở Andorra.
Andorra có màn ra mắt năm 2008 tại vòng loại Cúp thế giới. Mặc dù là một quốc gia nhỏ, Andorra vẫn thường xuyên tham dự các giải đấu quốc tế, tham dự mỗi mùa của Giải vô địch bóng đá bãi biển châu Âu kể từ khi ra mắt năm 2010. Tuy nhiên đội bóng chỉ có 1 trận thắng trong 30 trận đã thi đấu, với Na Uy tại một giải giao hữu. Andorra thi đấu ở Hạng đấu B của EBSL.

## Đội hình hiện tại
Chính xác tính đến tháng 7 năm 2016
Ghi chú: Quốc kỳ chỉ đội tuyển quốc gia được xác định rõ trong điều lệ tư cách FIFA. Các cầu thủ có thể giữ hơn một quốc tịch ngoài FIFA.
| Số | VT | Quốc gia | Cầu thủ         |
| -- | -- | -------- | --------------- |
| 1  | TM | Andorra  | Andre Ferreira  |
| 4  | TV | Andorra  | Adria Caminal   |
| 5  | TĐ | Andorra  | Arnau Rodriguez |
| 6  | HV | Andorra  | Jordi Alaez     |
| 7  | TĐ | Andorra  | Àlex Martínez   |

| Số | VT | Quốc gia | Cầu thủ                  |
| -- | -- | -------- | ------------------------ |
| 8  | TV | Andorra  | Oscar Neira              |
| 9  | TV | Andorra  | Alex Villagrasa          |
| 10 | HV | Andorra  | Gabriel Fernandez        |
| 11 | TV | Andorra  | Aleix Viladot            |
| 15 | TM | Andorra  | Eric Flinch (đội trưởng) |

Huấn luyện viên: Xavier de la Rosa

Trợ lý kỹ thuật: Oscar Brau

Đại biểu trưởng: Joan Aguilera

## Thành tích
- Thành tích tốt nhất tại Giải vô địch bóng đá bãi biển châu Âu: Hạng 11 (trên 12), Hạng đấu B
  - 2011, 2013

## Thành tích thi đấu
| Năm         | Hạng đấu      | Đội tuyển     | Kết quả       | Superfinal?   |
| ----------- | ------------- | ------------- | ------------- | ------------- |
| 1998 – 2007 | Không tham dự | Không tham dự | Không tham dự | Không tham dự |
| 2008        | —             | 17            | Hạng 17       | No            |
| 2009        | B             | 10            | Hạng 10       | No            |
| 2010        | Không tham dự | Không tham dự | Không tham dự | Không tham dự |
| 2011        | B             | 12            | Hạng 10       | No            |
| 2012        | B             | 12            | Hạng 12       | No            |
| 2013        | B             | 12            | Hạng 12       | No            |
| 2014        | B             | 12            | Hạng 12       | No            |
| 2015        | B             | 8             | Hạng tám      | No            |
| 2016        | B             | 14            | Hạng 14       | No            |

| Năm       | Vt            | Vòng          | St            | T             | T+            | B             | BT            | BB            | GD            |
| --------- | ------------- | ------------- | ------------- | ------------- | ------------- | ------------- | ------------- | ------------- | ------------- |
| 2008      | Hạng 17       | Vòng bảng     | 3             | 0             | 0             | 3             | 9             | 17            | –8            |
| 2009      | Hạng 17       | Vòng bảng     | 2             | 0             | 0             | 2             | 3             | 16            | –13           |
| 2011      | Hạng 17       | Vòng bảng     | 3             | 0             | 0             | 3             | 4             | 23            | –19           |
| 2013      | Không tham dự | Không tham dự | Không tham dự | Không tham dự | Không tham dự | Không tham dự | Không tham dự | Không tham dự | Không tham dự |
| 2015      | Không tham dự | Không tham dự | Không tham dự | Không tham dự | Không tham dự | Không tham dự | Không tham dự | Không tham dự | Không tham dự |
| 2017      | Không tham dự | Không tham dự | Không tham dự | Không tham dự | Không tham dự | Không tham dự | Không tham dự | Không tham dự | Không tham dự |
| Tổng cộng | 0 titles      | 3/6           | 8             | 0             | 0             | 8             | 16            | 56            | –40           |